# Begurdasarahalli, Madhugiri
Begurdasarahalli là một làng thuộc tehsil Madhugiri, huyện Tumkur, bang Karnataka, Ấn Độ.